# Арктинурус
Арктинурус (лат. Arctinurus boltoni) — вымерший вид монотипического рода Arctinurus (от др.-греч. ἀρκτίνη οὐρά «медвежий хвост»), один из типичных представителей силурийских трилобитов, обширной группы животных из типа членистоногих, процветавших в первой половине палеозойской эры. Останки арктинурусов находят на территории Европы и Северной Америки.

## Систематика
Любопытно, что вид был описан ещё в 1825 году (это сделал Джон Бигсби), а к роду Arctinurus он был отнесён только в 1843-м (это явилось заслугой Франсуа Кастельно). Арктинурус принадлежит к семейству Lichidae отряда лихид (лат. Lichida), жившего на Земле с тремадокского века ордовикского периода по девонский период.

## Места находок

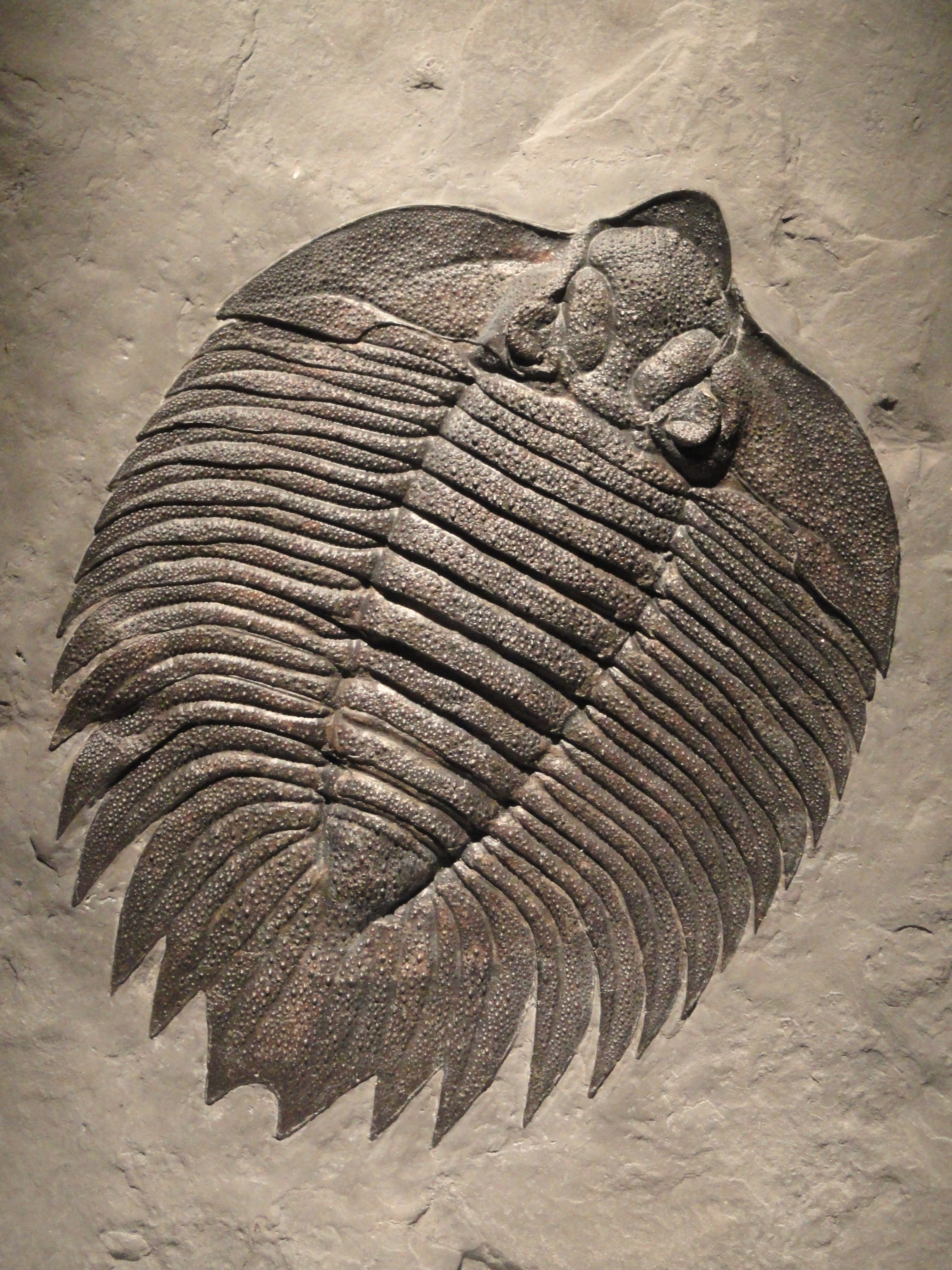
Окаменелый экземпляр Arctinurus boltoni в Хьюстонском музее естественных наук

Первая известная находка арктинуруса была сделана в ходе строительства канала Эри, проходящего через мягкие силурийские сланцы и аргиллиты на северо-западе штата Нью-Йорк. До конца 1990-х годов целые скелеты арктинурусов удавалось найти крайне редко. Подавляющее большинство целых экземпляров этого животного было найдено в ходе коммерческих раскопок около Миддлпорта, Нью-Йорк, США, в неглубоком карьере, приуроченном к формации Рочестер (англ. Rochester Shale Formation), и сейчас окаменелости этих трилобитов весьма обычны в музейных, университетских и частных коллекциях.
На окаменелостях арктинуруса хорошо сохраняются «рёбра» и пигидиевые шипы; также отмечается, что на кусках горных пород его останки выглядят очень «выпукло». Иногда его называют «императором североамериканских трилобитов».

## Время и среда обитания
Арктинурусы жили на нашей планете около 425 миллионов лет назад, в среднем силуре. Обитали они на умеренной глубине в субтропических регионах, и неторопливо ползали по дну океана. Питались они, вероятно, мелкими донными животными или подбирали органические остатки, и в поисках пищи им приходилось часто зарываться в донные отложения.

## Описание

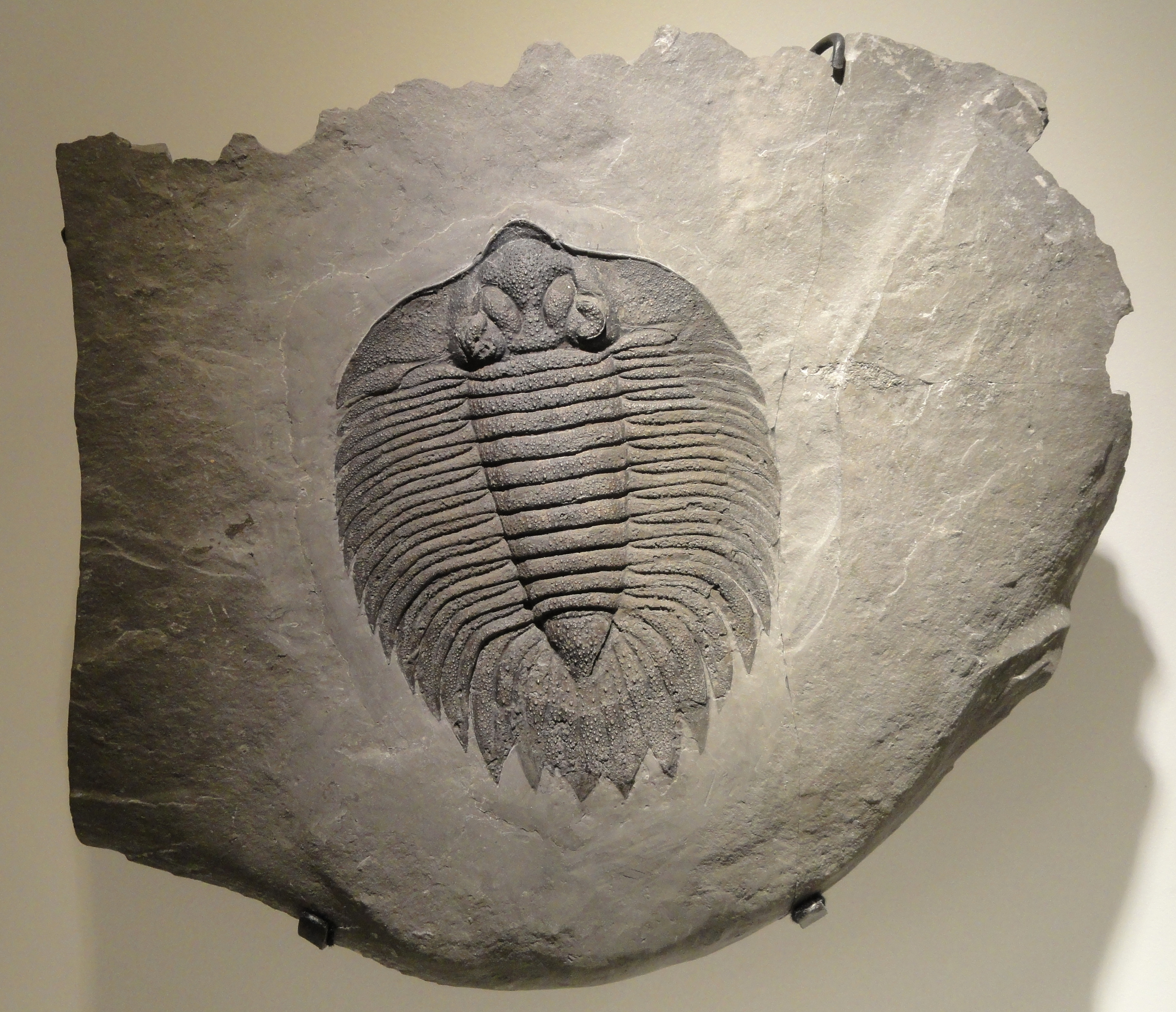
Окаменелый экземпляр Arctinurus boltoni в Хьюстонском музее естественных наук

Арктинурус был весьма крупным трилобитом: карапакс взрослых особей достигал длины 30 (по другим данным, 20) сантиметров, хотя обычно был вдвое меньше — 10—13 см.
Как и у всех трилобитов, тело арктинуруса было разделено на голову, покрытую головным щитом панциря — цефалоном, сегментированное тело и хвостовую лопасть, именуемую тельсоном. Цефалон у арктинуруса был весьма своеобразной формы, имел узкие и длинные боковые лопасти. Другой его отличительной особенностью была высокая степень срастания всех элементов панциря. По сравнению с другими трилобитами этот вид имел маленькие глаза. Тело его было расчленено на 10—11 сегментов. Его хвостовая часть была крупна и вытянута в длину. Прочный и массивный панцирь этого существа был покрыт частой бугорчатой скульптурой.
Арктинурус был склонен к обрастанию эпибионтами (организмами, которые живут, прикрепившись к другим живым существам).